# پاسکال ژولیو
پاسکال ژولیو (فرانسوی: Pascal Jolyot‎؛ زادهٔ ۲۶ ژوئیهٔ ۱۹۵۸) شمشیرباز اهل فرانسه است.
وی در مسابقات کشوری و بین‌المللی در مجموع برندهٔ ۱ مدال طلا، ۱ مدال نقره، ۱ مدال برنز شده‌است.